# ریم بنا
ریم بنا (۸ دسامبر ۱۹۶۶ – ۲۴ مارس ۲۰۱۸) خواننده، آهنگساز، تنظیم‌کننده و فعال فلسطینی بود که بیشتر به خاطر خوانش مدرنش از آهنگ‌ها و شعرهای سنتی فلسطینی شهرت داشت. ریم در ناصره متولد شد و در آنجا از مدرسه باپتیست ناصره فارغ‌التحصیل شد. او با سه فرزندش در ناصره زندگی می‌کرد. او با همسرش، لئونید الکسینکو، گیتاریست اوکراینی، در حین تحصیل موسیقی در کنسرواتوار عالی موسیقی در مسکو آشنا شد و در سال ۲۰۰۱ ازدواج کردند و در سال ۲۰۱۰ طلاق گرفتند.

## فلسفه هنری
بنا اولین بار در اوایل دهه ۱۹۹۰ پس از ضبط بازخوانی خود از آهنگ‌های سنتی کودکان فلسطینی که در آستانه فراموشی بودند، به محبوبیت دست یافت. گفته می‌شود که بسیاری از این آهنگ‌ها و قافیه‌هایی که امروز دوباره توسط خانواده‌های فلسطینی خوانده می‌شوند به لطف تلاش بنا در حفظ آنها از طریق آثارش است.

ریم بنا آهنگ‌های خود را خودش ساخته و بر شعر فلسطین ملودی افزوده‌است. پیام او اغلب بر درد و رنج فلسطینیان، به ویژه ساکنان کرانه باختری رود اردن متمرکز بود. موسیقی او به عنوان «فراموش‌نشدنی و احساسی» توصیف می‌شود. او موسیقی خود را به عنوان وسیله ای برای ابراز وجود فرهنگی توصیف می‌کند:
بخشی از کار ما شامل جمع‌آوری متون سنتی فلسطینی بدون ملودی است. برای اینکه متون گم نشوند، سعی می‌کنیم ملودی‌هایی برای آن‌ها بسازیم که مدرن و در عین حال الهام گرفته از موسیقی سنتی فلسطین باشد.
به این ترتیب، بنا کاری بیش از تقلید از تکنیک‌های سنتی و بازنمایی قطعاتی که بازخوانی می‌کند، انجام داد. او آنها را با سبک‌های آواز مدرن ترکیب می‌کند زیرا
تکنیک‌های آواز شرقی بیشتر زینتی هستند، اما صدای من بیشتر دو بعدی است و کلفت‌تر است. سعی می‌کنم آهنگ‌هایی بنویسم که با صدایم سازگار باشد. من می‌خواهم از هر نظر چیز جدیدی خلق کنم. و این شامل نزدیک کردن مردم در جاهای دیگر به موسیقی و روح فلسطینیان است.
او در کرانه باختری به اجرای زنده پرداخت و از طریق پخش زنده اینترنتی به مخاطبان غزه رسید. او اولین کنسرت خود را در ۸ ژانویه ۲۰۰۹ در سوریه اجرا کرد و سپس در ۲۵ ژوئیه ۲۰۱۱ در تونس نیز اجرا برگزار کرد. اولین کنسرت او در بیروت در ۲۲ مارس ۲۰۱۲ برگزار شد.

## مخاطب اروپایی

### لالایی‌هایی از محور شرارت
محبوبیت بنا در اروپا پس از آن آغاز شد که اریک هیلستاد، تهیه‌کننده موسیقی نروژی، از کری برمنس، خواننده نروژی، که در هم‌خوانی با ریم بنا در این اثر مشارکت کرد و خود او برای سفر به اسلو و شرکت در آلبوم لالایی‌ها از محور شرارت(۲۰۰۳) دعوت کرد. بنا دعوت را پذیرفت و این دو هنرمند با هم به اجرا پرداختند.
این آلبوم که «پیام ضدجنگ موسیقایی خوانندگان زن فلسطین، عراق، ایران و نروژ به رئیس‌جمهور آمریکا، جرج بوش» نام دارد، این زنان را با خوانندگان دیگر از کره شمالی، سوریه، کوبا و افغانستان گرد هم می آورَد تا آواز سنتی بخوانند. لالایی‌هایی از سرزمین خود به صورت دونوازی با نوازندگان انگلیسی زبان که ترجمه آنها اجازه می‌دهد تا آهنگ‌ها برای مخاطبان غربی نیز قابل دریافت باشد.

### آینه روح من
آینه‌های روح من که به تمام زندانیان سیاسی فلسطینی و عرب در زندان‌های اسرائیل تقدیم شد، انحراف سبکی از مجموعه آثار قبلی اوست. این اثر که با همکاری یک گروه پنج نفری نروژی تولید شده‌است، دارای «سبک پاپ غربی» است که با ساختارهای مدال و آواز خاورمیانه و اشعار عربی ترکیب شده‌است. اگرچه سبک آثار قبلی متفاوت است، موضوع اساساً ثابت مانده‌است. این آلبوم شامل «آهنگ‌های ناامیدی و امید در مورد زندگی» مردمی مبارز و حتی ترانه ای دربارهٔ رهبر فقید فلسطین و رئیس تشکیلات خودگردان، یاسر عرفات است که به‌توصیف تولیدکنندگان نروژی آن، اثری متفکرانه و ظریف است.

## ترانه‌شناسی
- جفرا (۱۹۸۵)
- اشک‌های تو مادر(به عربی: دموعك يا أمي) (۱۹۸۶)
- رؤیا(به عربی: الحلم) (۱۹۹۳)
- ماه نو(به عربی: قمر أبو ليلة)(آلبوم کودکان) (۱۹۹۵)
- نزاع(به عربی: مكاغاة) (۱۹۹۶)
- قدس ابدی است(به عربی: وحدها بتبقى القدس) (۲۰۰۲)
- اتاق گهواره(به عربی: وحدها بتبقى القدس)(۲۰۰۳)
- لالایی‌هایی از محور شرارت (۲۰۰۳)(با حضور هنرمندان مختلف زن)
- آینه‌های وجود من(به عربی: مرايا الروح) (2005)[۱۲]
- این داستان من نبود(به عربی: لم تكن تلك حكايتي) (۲۰۰۶) (تقدیمی به ملت لبنان و فلسطین)
- فصل‌های بنفش(به عربی: البنفسج) (۲۰۰۷)
- آهنگ‌هایی از سراسر دیوارهای جدایی(به عربی: أغانٍ عبر جدار الفصل)(به انگلیسی: Songs across Walls of Separation) (2008) (با حضور هنرمندان مختلفی از خاورمیانه، آفریقا، آمریکای مرکزی، آمریکای شمالی و اروپا)
- آوریل شکوفه ها(به عربی: نوّار نيسان) (۲۰۰۹) آلبومی برای کودکان که به کودکان شهدای غزه تقدیم شد.
- فریادی از قدس(به عربی: صرخة من القدس)(زمانی برای گریستن)(به انگلیسی: A Time to Cry)(2010) این آلبوم (با حضور سه خواننده فلسطینی) در یکی از خانه‌های شیخ جراح که اهالی آن دائماً در معرض خطر اخراج از بخشی از خانه خود بودند ضبط شد.
- فردا(به عربی: بكرا)(۲۰۱۱) یک آهنگ از آهنگساز افسانه ای آمریکایی کوئینسی جونز، که ریم بنا را به عنوان نماینده فلسطین در این پروژه انتخاب کرد.
- جلوه‌هایی از شوق و انقلاب(به عربی: تجلّيات الوَجْد والثورة) (۲۰۱۳)
- آهنگ‌هایی از یک بهار دزدیده‌شده(به عربی: اغانِ من ربيع مسروق)(۲۰۱۴)، با حضور در قطعهٔ «ترست رو بشکن»، (به عربی: أكسر خوفك)
- صدای مقاومت(به عربی: صوت المقاومة) (۲۰۱۸)

## مرگ
ریم در ۲۴ مارس ۲۰۱۸ پس از ۹ سال مبارزه با سرطان سینه در زادگاهش ناصره درگذشت.